# TrySail

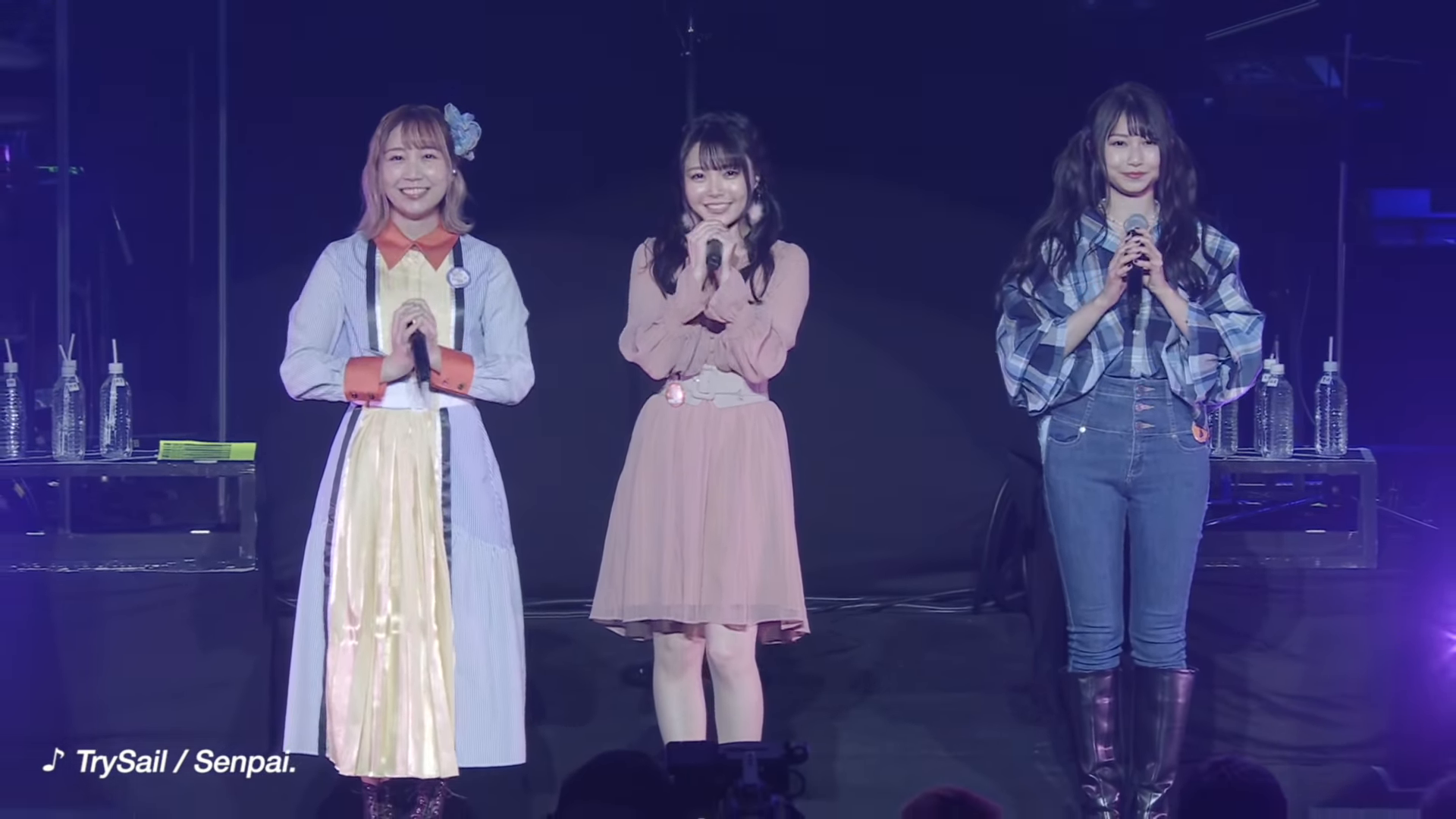

트라이세일(TrySail)은 일본의 걸 그룹이다. 이 그룹의 멤버는 아사쿠라 모모, 아마미야 소라, 나츠카와 시이나이며, 모두 소니의 뮤직 레이앤(Music Ray'n) 하위 부문에서 관리하는 성우이기도 하다. 2016년 2월 싱글 "Whiz"는 주간 오리콘 싱글 차트에서 4위를 차지했으며, 일본의 웹 애니메이션 이야기의 주제곡으로 사용되었다.
2017년에 이 그룹의 싱글 "Original"은 애니메이션 데미는 이야기하고 싶어의 오프닝 주제곡으로 사용되었다. 트라이세일은 2017년 4월에 애니플렉스에서 새로운 레코드 레이블 SACRA MUSIC(둘 다 소니 뮤직 엔터테인먼트 재팬 소속)으로 이전했다. 싱글 "Adrenaline!!!"은 애니메이션 에로망가 선생의 엔딩 테마이다.
2018년에 이 그룹은 싱글 "Wanted Girl"과 "Truth."를 발매했다. 두 곡 모두 각각 타임 보칸 24 시즌 2의 두 번째 오프닝 테마와 BEATLESS의 두 번째 오프닝 테마로 사용되었다. 2019년 1월 1일, "adrenaline!!!"이 헤이세이 애니슨 그랑프리 성우 노래상(2010-2019)에 선정되었다. 2020년과 2021년에는 싱글 "Gomakashi"와 "Lapis"를 발매하여 각각 마법소녀 마도카☆마기카 스핀오프인 마기아 레코드 마법소녀 마도카☆마기카 외전의 OP와 ED로 사용되었다. 이 그룹은 또한 세 명의 주인공의 목소리를 제공했다. 같은 해, 이 그룹의 멤버들은 혼합 미디어 프로젝트 IDOLY PRIDE에도 출연하여 게임 내 그룹 TRINITYAiLE의 목소리를 맡았다.

## 구성원
- 아사쿠라 모모
- 아마미야 소라
- 나츠카와 시이나